# اوباش (فیلم ۲۰۱۹)
اوباش (به تامیلی: Petta) فیلمی است محصول سال ۲۰۱۹ و به کارگردانی کارتیک سوباراج است. در این فیلم بازیگرانی همچون راجینیکانت، ویجی ستوپاتی، سیمران، تریشا، نوازالدین صدیقی، بوبی سیمها، مگها آکاش، مالاویکا موهانان و ویبهاو ردی ایفای نقش کرده‌اند.